# Butrintsøen
Butrintsøen (albansk: Liqeni i Butrintit ) er en salt lagune syd for Saranda, Albanien, som ligger ud til det Ioniske Hav. Den er omgivet af tætte skovklædte bakker, stenet kyst og suppleret med saltvand og ferskvandsmarsk. Søen har en længde på 7,1 km og en bredde på 3,3 km, og har et overfladeareal på 16 km2. Søens maksimale dybde er 24,4 meter.  I syd forbinder Vivarikanalen lagunen med havet.
Butrint er især kendt for mangfoldigheden af flora og fauna. Den sydlige del af søen ligger i Butrint Nationalpark og er blevet anerkendt som et vådområde af international betydning ved betegnelse under Ramsarkonventionen. Søen er blevet så godt udpeget som et Important Bird Area og vigtigt planteområde, fordi den understøtter et betydeligt antal fugle og plantearter.